# 供水系統
供水體系是一套水文及水力工程體系，涉及水的採集、處理、傳送等過程，向用戶提供潔淨淡水。

## 構成
1. 收集水的自然流域或地理區域；
2. 天然水的匯聚點，如：湖泊、江河、水庫、地下蓄水層（aquifer）；
3. 將水從水源地輸往處理點的手段，如：管道、水渠、引水隧道；
4. 水淨化，如：淨水廠、自来水厂；
5. 將水從處理點輸往淨水蓄池的地上或地下管道；
6. 將水從淨水蓄池配給最終用戶（如居民、消防栓、工業用水戶）的管道。